# マヴディス島

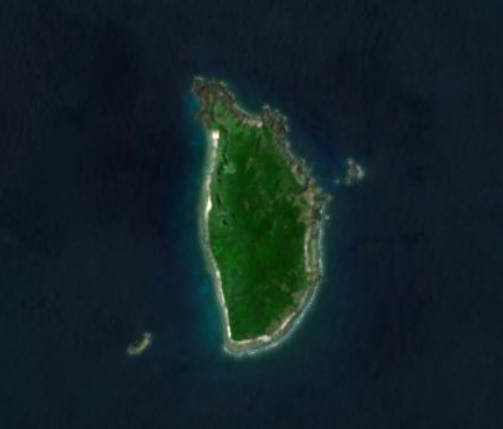
マヴディス島の衛星画像

マヴディス島（マヴディスとう、Mavudis）はフィリピンのバタネス諸島にある同国最北端の島。バタネス州に属す。Mavudis(Mavodis)はイヴァタン語で「低い」という意味。バタン島の古老からはイヴァタン語で「北」を意味するDihamiとも呼ばれ、スペイン植民地政府からはDiamiとも呼ばれたことがあって、アメリカ統治時代のフィリピン地図の殆どにはYamiまたはY'Ami（ヤミ島）とある。マンゴーとヤシの植生で覆われている。2004年のフィリピンの国勢調査によれば居住者はない。

## 参考資料
- University of Georgia - a webpage on the Yami of Taiwan[リンク切れ]

座標: 北緯21度07分 東経121度57分 / 北緯21.117度 東経121.950度